# Ahmed Badrakhan
Ahmed Badrakhan (àrab: أحمد بدرخان, Aḥmad Badraẖān) (Alexandria, 18 de setembre de 1909 - el Caire, 26 d'agost de 1969) va ser un director de cinema i guionista egipci d'origen kurd iraquià. Va dirigir quaranta-una pel·lícules entre 1936 i 1968. És famós pel drama romàntic A Night of Love, de l'any 1952, protagonitzat per Mahmoud Almeleji i Mariam Fakhr Eddine. El 1941, va dirigir Intisar al-chabab la primera pel·lícula protagonitzada pel virtuós cantant i udista Farid al-Atrash, juntament amb la cantant Asmahan. Es va casar amb Asmahan i va ser una figura central als estudis Misr, l'estudi de cinema més popular d'Egipte en aquell moment. És pare del també director Ali Badrakhan.

## Filmografia seleccionada
- Wedad (1936)
- Intisar al-chabab (1941)
- El kahira-Baghdad (1947)
- Ana Wa inta (1950)
- Lailat gharam (1951)
- Lahn hubi (1954)
- Alashan eyounik (1955)
- Allah maana (1955)
- Izhay ansak (1956)